# Lietuvos nacionalinis radijas ir televizija
Lietuvos nacionalinis radijas ir televizija (en català, «Ràdio i Televisió Nacional Lituana»), també coneguda per les sigles LRT, és l'empresa de radiodifusió pública de Lituània. Va ser fundada el 30 d'abril de 1957 i actualment gestiona tres emissores de ràdio, tres canals de televisió i un lloc web.
És membre actiu de la Unió Europea de Radiodifusió des de l'1 de gener de 1993.

## Història

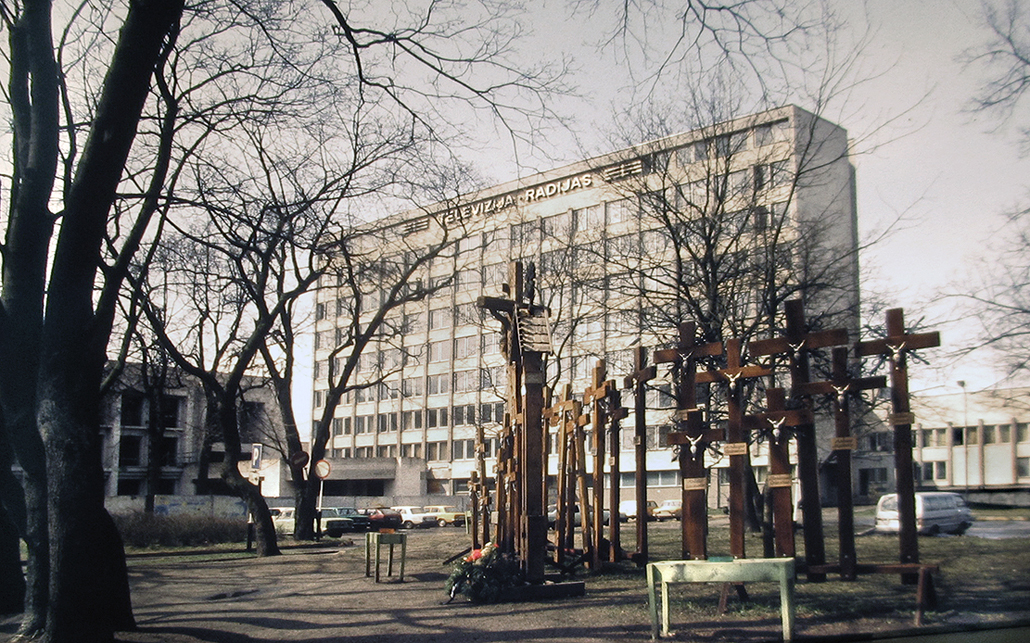
Seu de la LRT a Vílnius.

La ràdio pública lituana va començar les seves emissions el 12 de juny de 1926 des de Kaunas, la capital del país en aquella època, amb una programació basada en butlletins informatius i música. Durant la Segona Guerra Mundial els estudis van ser ocupats per les tropes soviètiques i nazis, fins que el país va ser finalment annexionat per la Unió Soviètica en 1945. Un any després, es van iniciar les transmissions d'un servei internacional de ràdio i en 1956 es va crear una segona emissora de música clàssica.
El 30 d'abril de 1957. van començar les emissions regulars de la televisió lituana. Al juny del mateix any, les autoritats van integrar la ràdio i televisió públiques en una única societat, el «Comitè de Ràdio i Televisió», controlada per la república socialista. En 1958, es van crear els serveis informatius i el canal es va consolidar gràcies a la producció pròpia. Des de 1975 va començar a emetre programació en color.
Quan Lituània es va independitzar de la Unió Soviètica, l'empresa pública va canviar el seu nom pel de «Ràdio i Televisió Lituana». El 13 de gener de 1991, els efectius de l'exèrcit soviètic a Vílnius van ocupar tant la seu de LRT com la torre de televisió de la capital, en una acció que es va saldar amb la mort de 13 persones. Les instal·lacions van romandre sota el seu control durant 222 dies, fins que Lituània va obtenir reconeixement internacional com a estat i va poder recuperar-les. L'1 de gener de 1993, LRT va ser admesa en la Unió Europea de Radiodifusió.
Amb l'arribada del segle XXI, el grup va engegar el seu lloc web (2000), un segon canal de televisió (2003) i un senyal internacional de televisió, LTV World (2007), que està disponible a Europa i Amèrica a través del satèl·lit. Al juliol de 2012 va canviar el seu nom per «Ràdio i Televisió Nacional Lituana» i va unificar totes les seves marques sota les sigles LRT.

## Organització
LRT és una empresa de l'estat lituà. El seu major òrgan directiu és el Consell de LRT, la formació del qual depèn del Ministeri d'Educació, Ciència i Cultura. Està compost per 12 membres representatius de la societat del país. La presidència de la república tria a quatre membres per a un mandat de sis anys; el parlament tria altres quatre per a un mandat de quatre anys. La resta de membres, amb un mandat de dos anys, són triats per cadascun dels següents organismes: Consell de Recerca, Consell Educacional, Associació d'Artistes i Conferència Episcopal.
El servei de la radiotelevisió lituana es regeix per la «Llei de la Ràdio i Televisió Nacional», en vigor des de 1996. S'hi defineix la labor de servei públic i els seus deures en informar sobre Lituània i el món; oferir programació cultural; reforçar la sobirania nacional de la república; protegir la cultura i l'idioma lituà; donar representació a les minories socials, i treballar en definitiva sota uns valors de «objectivitat, democràcia i imparcialitat, assegurant la llibertat d'expressió i creació».
L'empresa es finança amb aportacions directes de l'estat lituà que suposen el 75 % del pressupost. La resta es cobreix amb publicitat i patrocinis.

## Serveis

### Ràdio
- LRT Radijas: Va començar les seves emissions en 12 de juny de 1926 com Radijo Kaunas. La seva programació és generalista i informativa.

- LRT Klasika: Creada en 1956, està especialitzada en música clàssica.

- LRT Opus: Va iniciar la seva emissió l'1 de setembre de 2006 i és una emissora per al públic juvenil. Emet música alternativa i programes d'entreteniment.

### Televisió
- LRT Televizija: És el principal canal de televisió de LRT. Emet una programació generalista basada en ficció, entreteniment, informatius, esdeveniments especials i esport. Va ser fundat el 30 d'abril de 1957. Està disponible en alta definició des de 2014.

- LRT Plius: Segon canal, anteriorment conegut com LRT2. Emet una programació cultural i espais minoritaris, com a cicles de cinema o documentals. Va iniciar les seves emissions el 16 de febrer de 2003. Està disponible en alta definició des de 2017.

- LRT Lituanica: Canal internacional de LRT, anteriorment anomenat LTV World. Es va engegar el 23 de setembre de 2007.

Tots els canals es poden veure en viu des del lloc web de LRT sense restriccions geogràfiques.